# Spilosoma urticae
Spilosoma urticae là một loài bướm đêm thuộc phân họ Arctiinae, họ Erebidae. Loài này có ở hầu hết miền Cổ bắc.
Sải cánh dài 38–46 mm. Chiều dài cánh trước là 18–22 mm. Con trưởng thành bay tháng 4 đến tháng 10 tùy theo địa điểm.
Ấu trùng ăn Rumex hydrolapathum, Mentha aquatica, Iris pseudacorus, Lysimachia vulgaris, Jacobaea vulgaris và Pedicularis sylvatica.

## Hình ảnh

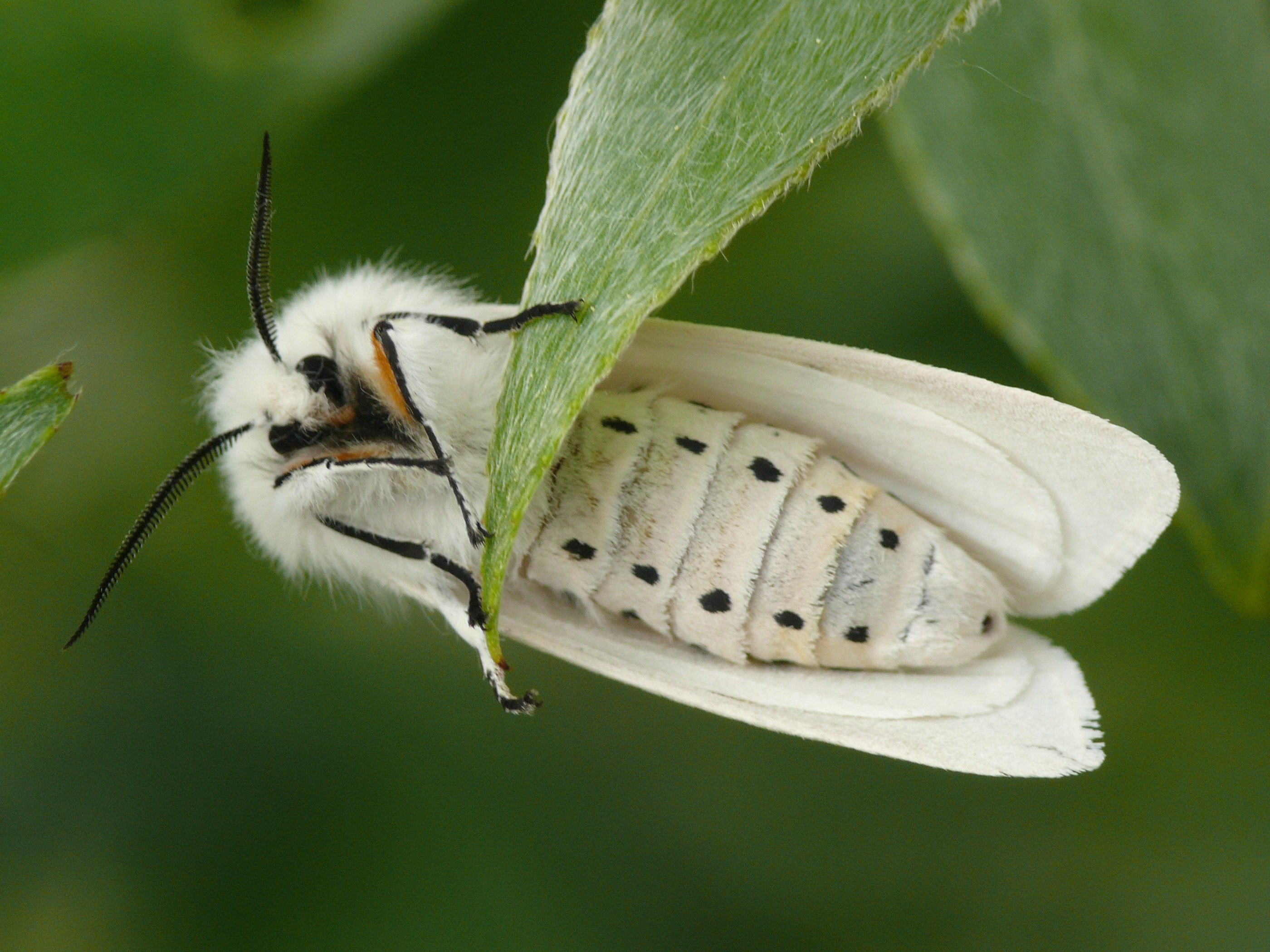
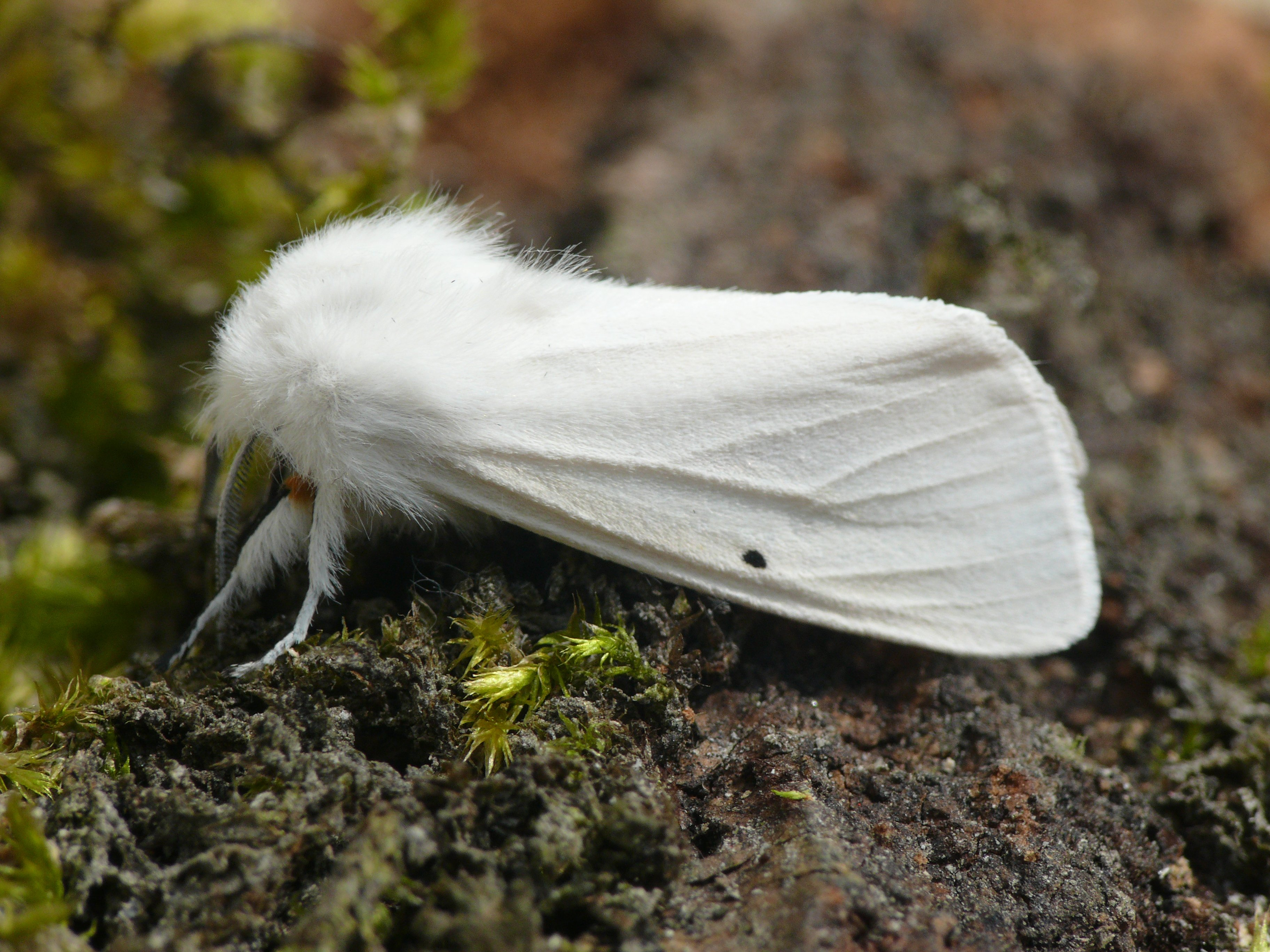
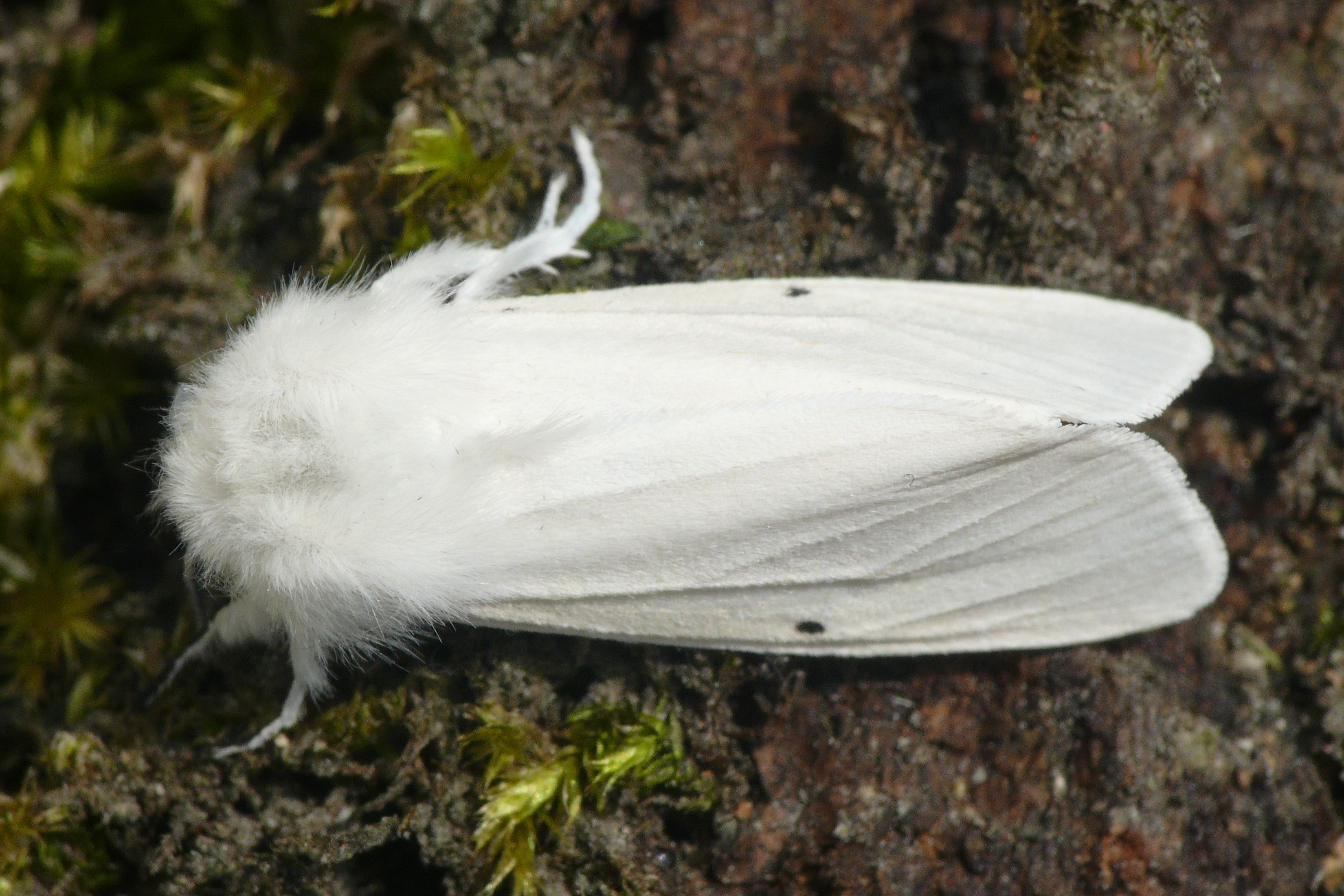
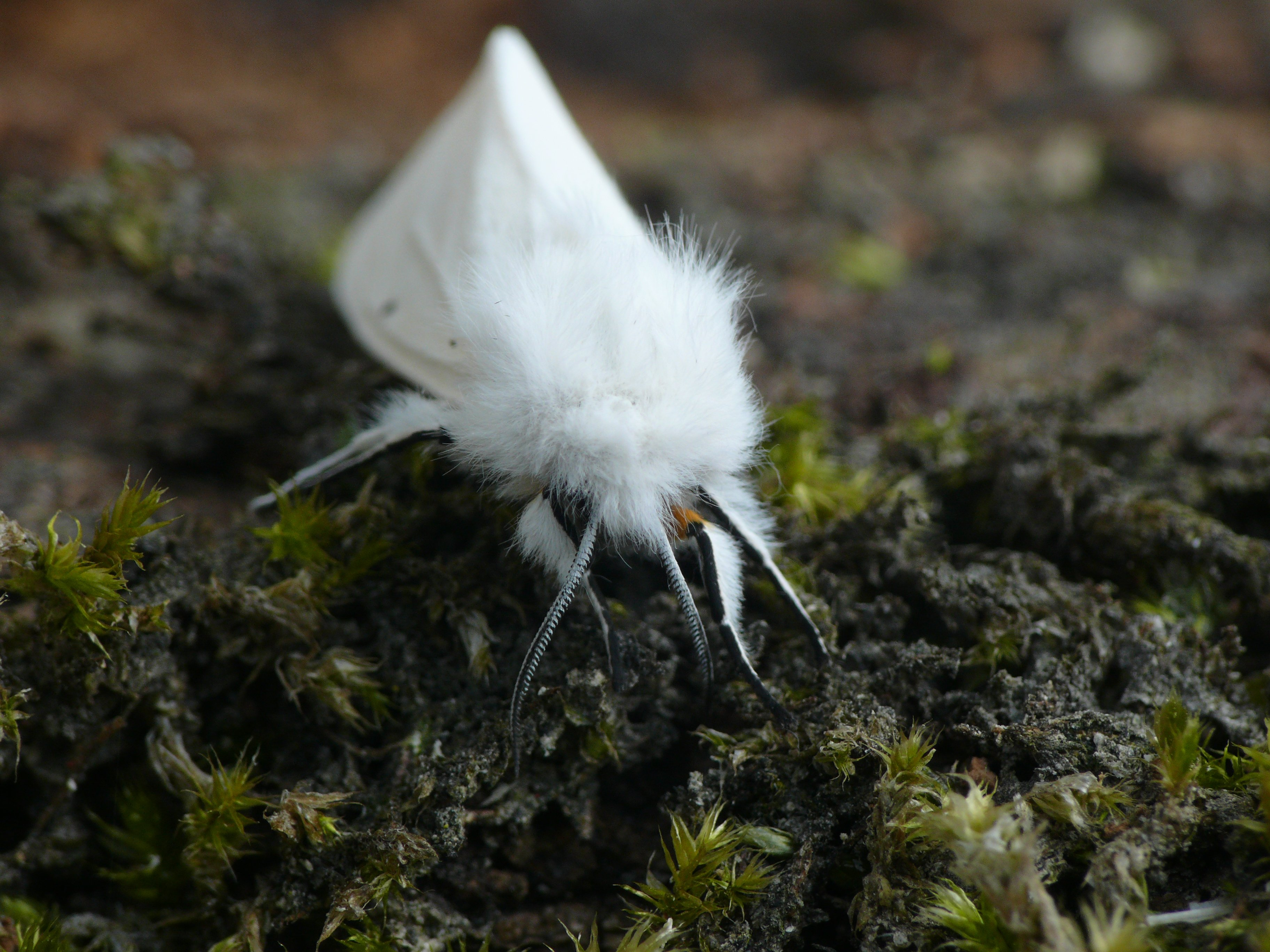